# Hirehandigol, Gadag
Hirehandigol là một làng thuộc tehsil Gadag, huyện Gadag, bang Karnataka, Ấn Độ.